# Esquadrons de la mort (Uruguai)
Els esquadrons de la mort (coneguts com els DAN, els CCT o Comando Caza Tupamaros, «Ordres de caça de Tupamaros», o la JUP, Juventud Uruguaya de Pie o «Joventut Uruguaiana de Peu») van ser grups paramilitars d'ultradreta uruguaians, els quals van cometre atemptats i assassinats durant els anys 1960-70. Units a les Forces Armades de l'Uruguai, formaven part del cos de seguretat durant la dictadura (1973-1985). Dels reports desclassificats s'ha comprovat el suport econòmic provinent de l'Argentina, del Brasil i del Paraguai, així com aquell originari d'alguns esquadrons militars del president Jorge Pacheco Areco i més endavant de Juan María Bordaberry Arocena. Segons algunes fonts, Washington estava informat de la connexió entre els grups paramilitars i el règim. El novembre de 2009, el fotògraf de la policia Nelson Bardesio i Pedro Freitas van ser condemnats per l'assassinat d'Héctor Castagnetto, l'últim reconeixent que els esquadrons eren sota la responsabilitat dels governants constitucionals de l'època, en primer lloc aquell de Jorge Pacheco Areco i després de Bordaberry.